# クラウチングスタート
クラウチングスタート（英語：crouch start）とは、陸上競技の400m以下の短距離種目で行われるスタート。
クラウチングは屈むという意味である。両手は地面についた状態でスタートする方法であり、左右の足をスターティングブロックに前後別々に置いた姿勢でスタートする。対義語はスタンディングスタート。
第一回オリンピックのアテネオリンピックにおいてトーマス・バークが使用して男子100m走で優勝し、広く知られるようになった。

## 姿勢
"On your marks."（「位置について」）の合図で両手の指を地面につき、足のつく位置は基本的にスタートラインから一足長半の位置におく。前足側の膝を立て、後ろ足側の膝を地面につける。一般的には利き足を前側にする（スタンディングスタートでは利き足が後側が一般的）。"Set."（「用意」）の合図で腰を上げて静止する（静止しなければフライングとなる）。
400m以下の競技においてはこの方法でスタートすることが競技規則によって定められている。

### スターティングブロックがなかった頃

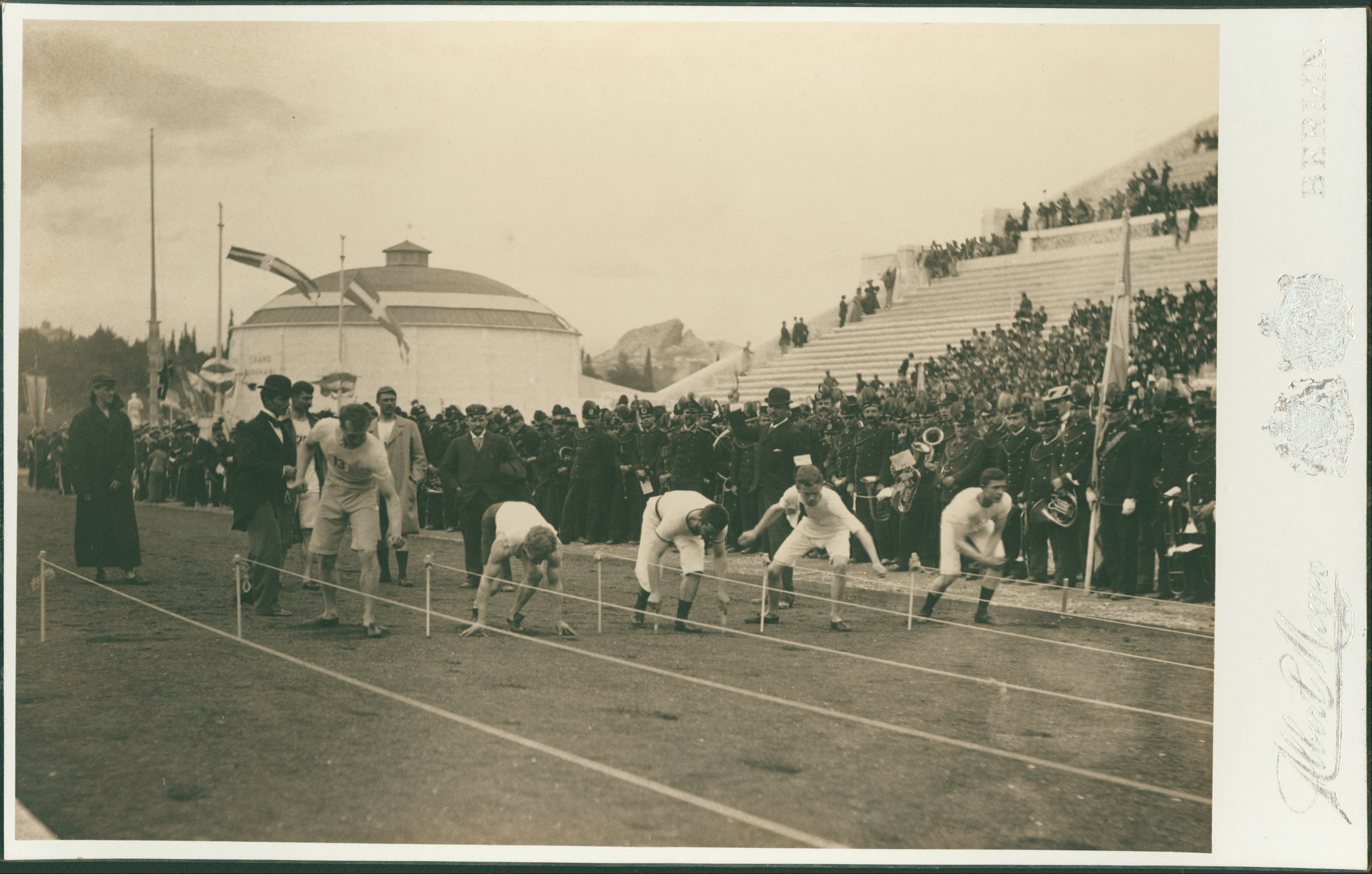
様々な姿勢によるスタートが見られる1896年アテネオリンピックの100m競走

スターティングブロックがなかった頃は、左右の足の位置に穴を掘っていた。1919年（大正8年）発行の『理論実際競技と遊戯』によると、後ろの方の足を置く穴は前部を斜面に後部を直角にして、靴先から3列目のスパイク（ピン）が入るくらいの深さとし、前の方の足を置く穴はその逆とし、2つの穴はレーンの両側に平行になるように穴を開けていた。なおこの本では、「跪坐姿」と書いて「クラウチング」というルビを振っている。

## 特徴
短距離走ではスタートダッシュが重要であり、スタンディングスタートより地面に対する角を小さくすることで大きな推進力を得ることができる。ただ、滑りやすくなるという欠点があるため、陸上競技では地面に固定したスターティングブロックを用いて滑りを抑制する。
クラウチングスタートは地面を蹴る時間（反発を用いる時間）が長くなるため、脚を伸ばす力をより有効に推進力に変えることができる。ただし、スタート時と加速時とで姿勢が大きく変化するため、正しい指導・練習がなければ姿勢の移行がスムーズにできず十分な効果を発揮できない。
なお、公式競技などではスターティングブロックを計時用の時計と連動させるシステムが用いられている。

## 関連項目

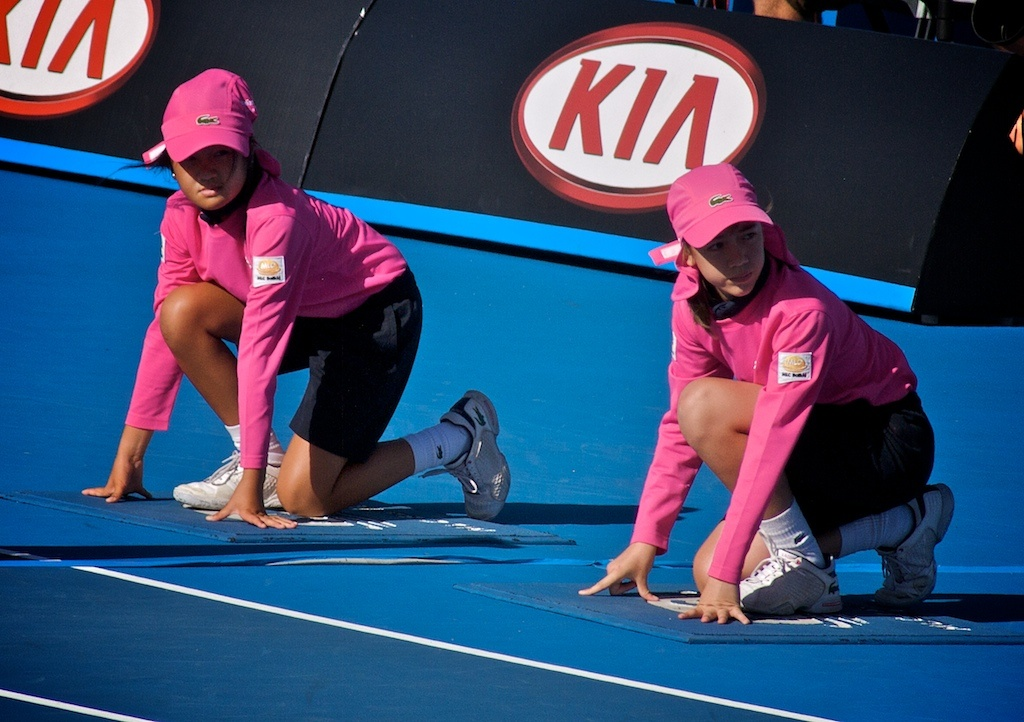
同様の体勢をとるボールパーソン